# Cotachena heteromima
Cotachena heteromima is een vlinder uit de familie van de grasmotten (Crambidae), uit de onderfamilie van de Spilomelinae. De wetenschappelijke naam van deze soort is voor het eerst voorgesteld als Syndicastis heteromima door Edward Meyrick in een publicatie uit 1889.
De soort komt voor in Papoea-Nieuw-Guinea.